# بازسازی چهره قانونی

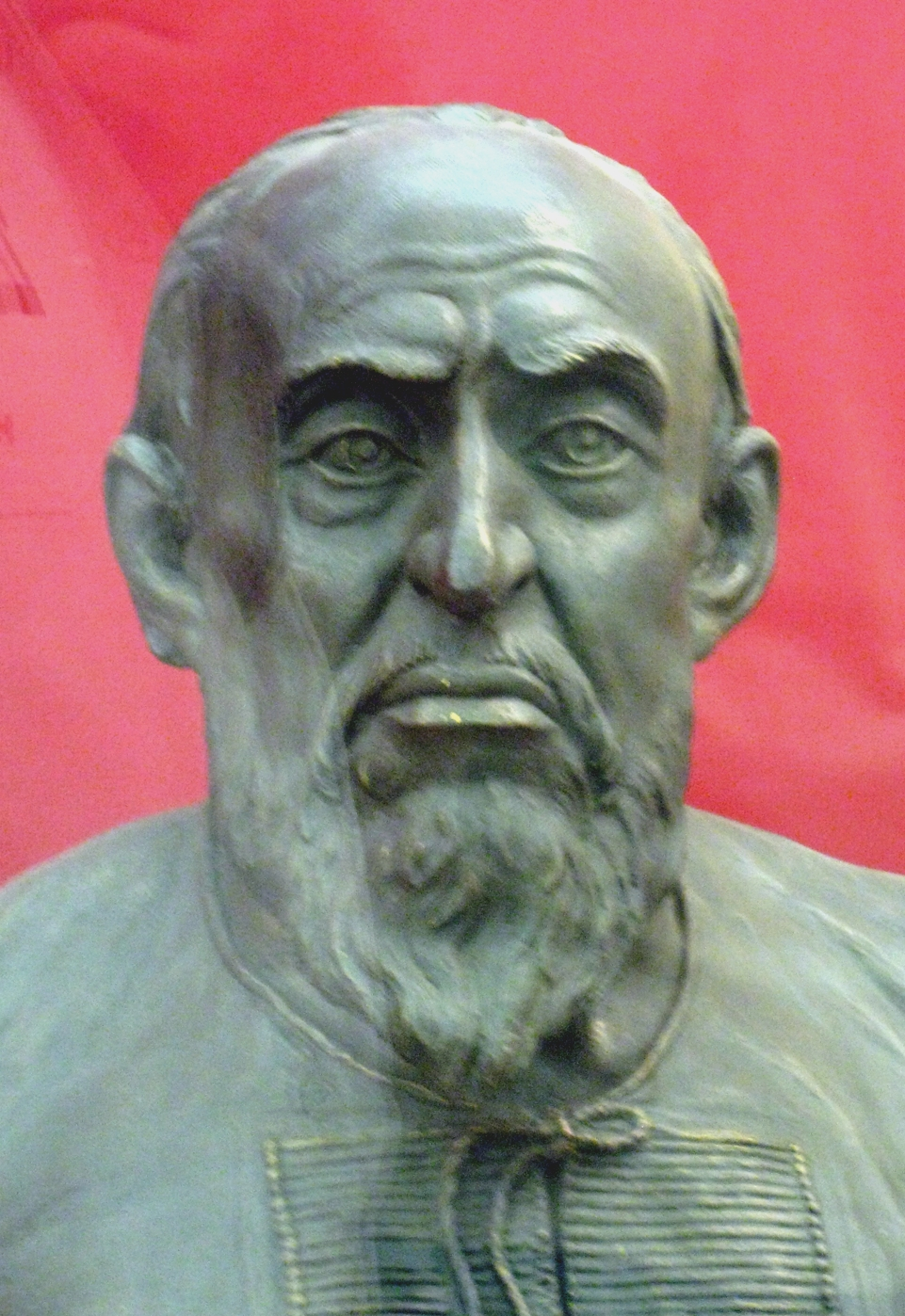
ایوان مخوف، نخستین تزار و بنیان‌گذار روسیه، بازسازی توسط میخائیل گراسیموف، باستان‌شناس و مردم‌شناس شوروی که اولین تکنیک مجسمه‌سازی قانونی را توسعه داد، ۱۹۶۵.

بازسازی چهره قانونی (انگلیسی: Forensic facial reconstruction) فرایند بازسازی چهره یک فرد (که هویت او مشخص نیست) از بقایای استخوانی و از طریق ادغام هنر، انسان‌شناسی، استخوان‌شناسی و آناتومی است. بازسازی چهره قانونی ذهنی‌ترین کار در علوم قانونی است، و همچنین یکی از بحث‌برانگیزترین تکنیک‌ها در زمینه انسان‌شناسی قانونی است. علی‌رغم این اختلاف نظر، بازسازی چهره به‌قدری موفق بوده است که تحقیقات و پیشرفت‌های روش‌شناختی‌اش همچنان در حال پیشرفت است.
علاوه بر شناسایی متوفیان ناشناس، بازسازی صورت برای شناسایی بقایایی که اعتقاد بر این است که ارزش تاریخی دارند و برای بقایای انسانیان و انسان‌های ماقبل تاریخ استفاده می‌شود.